# 白背野扁豆
白背野扁豆（学名：Dunbaria nivea）为豆科野扁豆属下的一个种。

## 扩展阅读
- 維基物種上的相關：白背野扁豆